# Et Ekko Af Sommer
Et Ekko Af Sommer er titlen på Lars Lilholt Bands album nummer 10 fra 1995.

## Spor
- Intro
- Høstfesten
- Opel Kaptajn
- Gi Det Blå Tilbage
- Alt Hvad Jeg Er
- Onkel Christian
- Ten Years After
- Er Der Mon Dale
- Men Aldrig Som Før
- Sælkvinden
- Nissen
- Hosekonen
- Sang Til Otto Trads
- Held og Lykke

## Musikere
- Lars Lilholt (Sang, Elektrisk Violin, Elektrisk Rytme Guitar, Akustisk Guitar, Mundharpe)
- Tine Lilholt (Tværfløjte, Harmonika, Kor, Slagtøj)
- Kristian Lilholt (Keyboard, Kor, Bas, Akustisk Guitar, Slagtøj)
- Gert Vincent (Lead-Guitar, Kor, Slagtøj
- Klaus Thrane (Trommer, Percussion)
- Tom Bilde (Bas, Kor, Banjo)

## Info om pladen
- Det er Lilholt Band's Live-album nummer 2.
- Pladen solgte ikke så meget som Kontakt men solgte godt 70.000 plader.[2]
- Sangen Hosekonen er en af Lars Lilholt's sange som han havde spillet med i Kræn Bysted mellem 1972/1982.
- På "Høstfesten", pladens anden skæring, berettes der om Armstrong, der "tog et skridt for menneskeheden ned på månen fra Apollo 9". Dette er faktuelt forkert, idet Neil Armstrongs månelanding først foregik godt fem måneder senere fra Apollo 11.[3]